# 독일 민족주의
민족적 국민주의(독일어: Völkischer Nationalismus), 독일 민족주의(German ethnic nationalism)는 독일어권 및 독일인 특유의 민족주의 이데올로기다. 민족(Völker)에 대한 본질주의적 접근을 취하며, 민족을 생물학적 문화적으로 닫힌 단위로 규정하였다. 일본 민족주의에 영향을 미쳤고, 이 영향은 일본 민족주의에 영향을 받은 한국 민족주의로까지 이어진다.
독일의 사회과학자 헬무트 켈러존은 다음 일곱가지를 독일식 민족국민주의의 중심적 요소로 꼽았다.
1. “민족”의 동등성. 인종적 기준에 따른 동질적 “민족”을 상정한다.
2. “민족”이 집단적 주체로 부상하고, “민족공동체”의 이익을 우선시하는 앞에 다른 특수이해관계를 종속시킨다.
3. 민족적 엘리트 또는 카리스마적 지도자를 통해 민족공동체를 조직화해내는 “강력한 국가”를 정당화한다.
4. 몸과 마음을 바쳐 공동체에 봉사하고 스스로를 희생하는 “민족동지(Volksgenosse)”를 영웅화한다.
5. 민족공동체 실현을 방해하는 “국가 내부의 적”을 만들어내며 그 적은 민족 또는 인종적으로 구성된다.
6. 생물정치적인 민족의 몸(Volkskörper)이라는 것을 인구정책을 통해 강건하게 유지하고자 한다.
7. 쇼비니즘적 권력관.